# NAMAAN
Namaanとは、NAMAAN株式会社がかつて提供していた日本のブログ検索エンジン。2004年11月9日から運用開始された。2018年現在、既に閉鎖されている事が確認できる。
同社の主要株主は、電脳卸を提供しているウェブシャーク（100%）。
2006年時点ではシステムにnamazuが使われていたように、基本的にオープンソースの検索エンジンを活用してサービスを提供していた。